# قبةالصخره

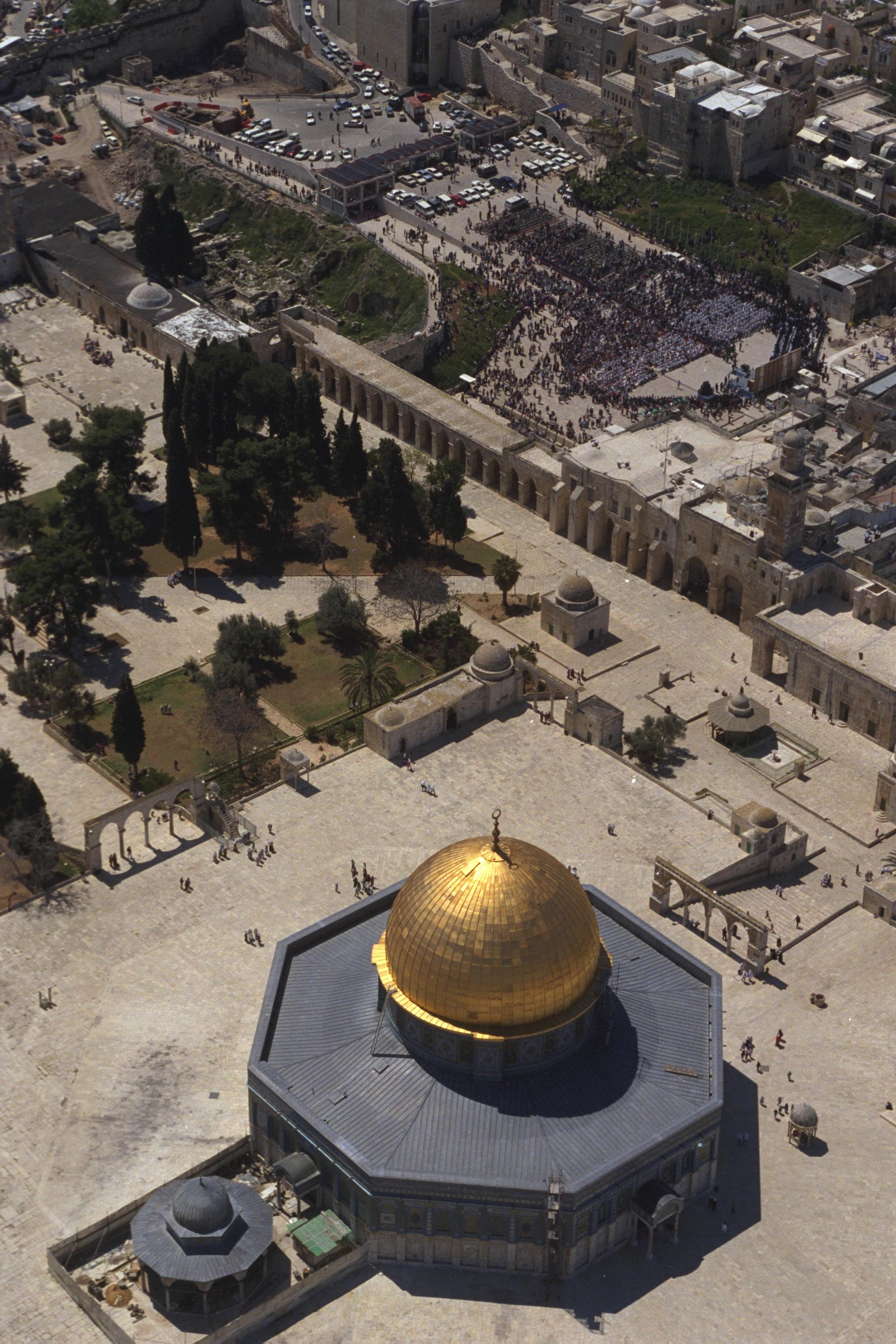
نمایی هوایی از قبةالصخره و اماکن پیرامون آن.

گنبد سنگ یا قبةالصخره (به عربی: قبةالصخرة المشرفة) یکی از قدیمی‌ترین و مهم‌ترین آثار معماری اسلامی بعد از مسجدالاقصی در اورشلیم است که در سال ۶۹۱ میلادی به‌دستور عبدالملک بن مروان، خلیفهٔ اموی بر روی کوه معبد، همان محل معبد اول و معبد دوم یهودیان بنا گردید.
قبةالصخره نزد مسلمانان مقدس است. همچنین یکی از قدیمی‌ترین نمونه‌های مهم هنر معماری تمدن اسلامی محسوب می‌شود. عامه گمان می‌کنند که مسجدالاقصی همان قبةالصخره است. سوالات بی‌پاسخ بسیاری دربارهٔ این بنا وجود دارد؛ برای مثال، اساساً مشخص نیست هدف از ساخت آن چه بوده و چه کاربردی (مثلاً، مسجد نبوده) داشته‌است. همچنین، مشخص نیست چرا این مکان برای ساخت آن انتخاب شده است. یکی از نظریاتی که مطرح شده، این است که با هدف بالا بردن جایگاه دینی بیت‌المقدس و پایین آوردن اهمیت کعبه بوده است.
قبةالصخره از جانب دیگری هم دارای اهمیت است؛ کتیبه‌های قرآنی که بر روی این بنا حک شده‌اند، قدیمی‌ترین متون باقی‌مانده از قرآن هستند که می‌توان به‌طور دقیق تاریخشان را مشخص کرد. این کتیبه‌ها همچنین تفاوت‌های اندکی با قرآنی که امروزه چاپ می‌شود دارند.

## مکان‌ها

### صخرهٔ مقدس
صخرهٔ مقدس که در زیر این گنبد قرار دارد، سنگی است که برای ادیان اسلام، مسیحیت و یهودیت مورد احترام است. در روایات اسلامی آمده است که در شب معراج محمّد بن عبدالله پیغمبر اسلام از روی این صخره سوار بر بُراق شد و به معراج رفت. در سفرنامهٔ ناصرخسرو ادعا شده است که به‌هنگام ورود محمّد به مسجد، صخرهٔ مقدس پیش پایش از زمین بلند شد و پس از عروجش، آن سنگ دیگر روی زمین برنگشت.

طول صخره از شمال به جنوب ۶/۱۷ متر و عرض آن از مشرق به مغرب چهارده متر و ارتفاع آن یک تا دو متر است.

### گنبد طلایی
گنبد طلایی قبه درست بر روی صخره قرار گرفته است. در صحن صخره، هشت چاه وجود دارد.
بنای قبه که بر روی این صخره واقع شده، مابین سال‌های ۶۹۱ – ۶۹۲ میلادی به‌دستور خلیفهٔ اموی عبدالملک بن مروان ساخته شده است. وی برای اینکه بتواند هزینه و مخارج این عمارت را تأمین نماید، دستور داد تا خراج و مالیات هفت سال سرزمین مصر را به این کار اختصاص دهند. قبهٔ المشرفه در بالاترین نقطهٔ بنا قرار دارد.
قبه الشریفه در مرکز شکل عدد ۸ واقع و طول ضلع آن ۲۰٬۵۹ متر و ارتفاعش ۹٬۵۰ متر می‌باشد.

### گنبد طلایی و حرم شریف

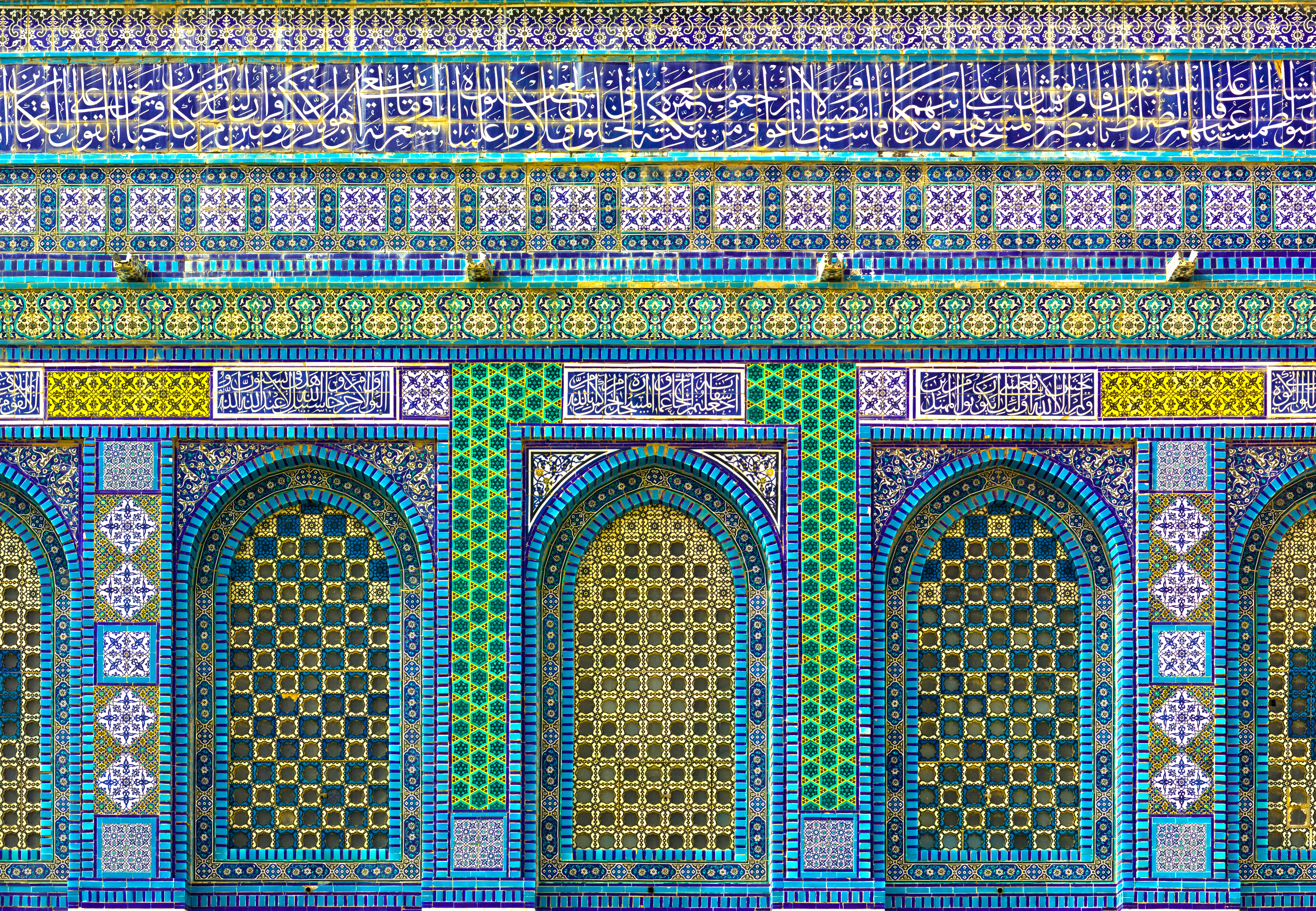

گنبد طلایی قبه تقریباً در میانهٔ حرم شریف واقع گردیده، سه متر و نیم از کف و صحن حرم شریف بلندتر است و با هشت پلکان از چهار طرف به صحن حرم مربوط می‌شود، این پلکان‌ها را در اصطلاح موازین می‌نامند. طول بعضی از این پلکان‌ها زیاد بوده و با محاذات ستون‌ها و طاق‌هایی بر روی آن‌ها، منظرهٔ دروازه‌هایی را پیدا می‌کند که در اطراف سکو دیده می‌شود. به‌نحوی که شخص از پایین احساس می‌کند که از دروازهٔ بزرگی باید وارد مسجد شود. در جستجوی علت احداث این سکو چنین به‌نظر می‌رسد که برای حفظ حالت طبیعی صخره مقدس که قلهٔ کوه بوده و برای تبدیل شیب تند اطراف آن به یک سطح مسطح و صاف بنا گردیده است.

## گنبد طلایی در زمان حکومت مسیحیان
در سال ۱۰۹۹ میلادی، مسیحیان این گنبد [قبه] را به کلیسا تبدیل نمودند و بر روی صخره، جایگاهی برای «قربانی» قرار دادند، اما صلاح‌الدین ایوبی پس از فتح اورشلیم آثار مسیحیان را از بین برد و گنبد را تزیین نمود و دیوارها را با سنگ مرمر پوشانید و آن را بیت‌المقدس نامید. در دوران پادشاهان سلاطین ایوبی و ممالیک مصر و خلفای عثمانی به تعمیر و مرمت ساختمان مسجد اهمیت فراوانی دادند، چنان‌که اثر هنر معماری اسلامی در مسجد به فراوانی دیده می‌شود.

## شکل قبةالصخره
بر خلاف دیگر مساجد جهان، و اماکن و ساختمان‌های مساجد و اماکن مقدس که معمولاً مستطیل شکل هستند، شکل قبه الصخره از یک هشت ضلعی منظم تشکل گردیده که طول هر یک از اضلاع آن ۲۰/۱۹ متر و قطر آن ۸۶/۵۴ متر است.
همچنین ساختمان قبةالصخره باز هم برخلاف ساختمان‌های مساجد معمول فقط دارای یک گنبد بزرگ می‌باشد که قطر آن ۲۳/۷۷ متر و ارتفاعش ۲۱ متر می‌باشد. ارتفاع ساختمان از کف تا انتهای گنبد ۳۳ متر است.

## درون قبةالصخره

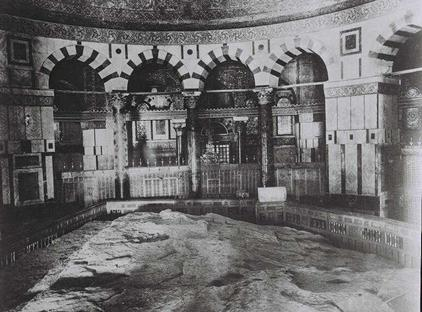
نمایی از درون بنا (۱۹۱۴)

در داخل ساختمان دو ردیف ستون بر روی دو دایرهٔ متحدالمرکز قرار دارد. در دایرهٔ بزرگ هشت ستون بزرگ است که بین آن‌ها نیز ۱۶ ستون با قطر کمتر بر روی همان دایره پایه‌گذاری شده است.

بر روی دایرهٔ کوچک که داخل دایرهٔ مذکور قرار دارد، چهار ستون بزرگ در چهارگوشه و بین آن‌ها نیز مجموعاً دوازده ستون ساده تعبیه شده است. گنبد بر روی ستون‌های این دایره احداث گردیده است. فواصل بین این ستون‌ها به‌کمک محجری چوبی و مشبک با ارتفاع متجاوز از یک متر محصور شده است. در حقیقت این محجر به‌منظور محفوظ داشتن صخرهٔ مقدس احداث گردیده است و فقط در قسمتی که شکل در ساخته شده می‌توان وارد محوطهٔ صخره مقدس شده و به آن دست مالید.

درون قبةالصخره (۲۰۱۴)

در کنار یکی از ستون‌ها و در قسمت جنوبی صخرهٔ مقدس، محفظه‌ای ساخته شده است که با نردبانی فلزی به سقف گنبد متصل می‌شود که به‌نشانهٔ محل حرکت پیامبر اسلام محمّد برای معراج سماوی مذکور در تفاسیر است.

## سطح بیرونی گنبد طلایی
سطح بیرونی گنبد مطلّا (مُذَهَب) است و از نوعی آلیاژ مخصوص پوشیده شده است که دائماً به رنگ زرد می‌درخشد. قبةالصخره چهار در ورودی دارد که در چهار سمت:
- شمال
- جنوب
- شرق
- غرب

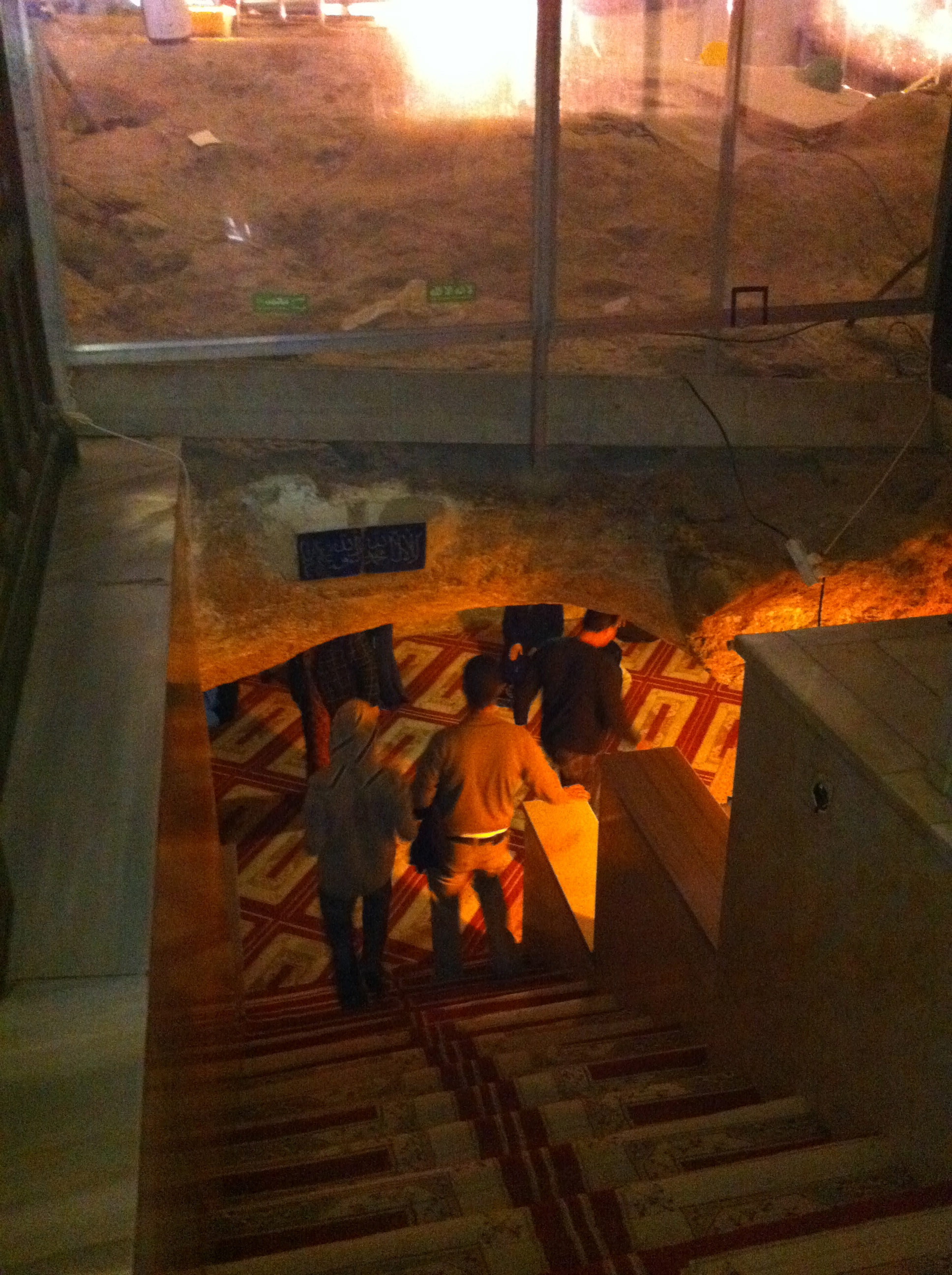
راه‌پله ورودی مسجد الصخره

قرار دارند. معمولاً فقط درِ غربی برای ورود و خروج نمازگزاران باز است. درِ جنوبی به نام باب‌المکه و در شرقی به نام باب‌القضاء معروف است.

## مسجد الصخره
داخل این صخره غاری وجود دارد که حدوداً ده نفر می‌توانند در آن نماز بخوانند و به همین جهت این محوطه را «مسجد صخره» می‌نامند.
کف مسجد الصخره در حدود ۳ متر پایین‌تر از کف «قبةالصخره» است. داخل مسجد الصخره با برق روشن می‌گردد. «صخرهٔ مقدس» و «مسجد الصخره» در داخل آن قرار دارد، در حقیقت یک قطعه سنگ واحد بزرگی است که در اصل قلهٔ کوهی بوده است و لذا سطح بیرونی آن به‌صورت هرمی از کف «قبةالصخره» به‌اندازهٔ یک متر و نیم بلندتر بوده و برآمده می‌باشد. این صخره که سخت است دارای رنگ سفید مایل به کرم و تقریباً مانند نوعی مرمر به نظر می‌رسد. در اثر زلزلهٔ سال ۱۰۶۷، تَرکی بر روی صخره ایجاد شد که هم‌اکنون قابل مشاهده‌است.

## نگارخانه

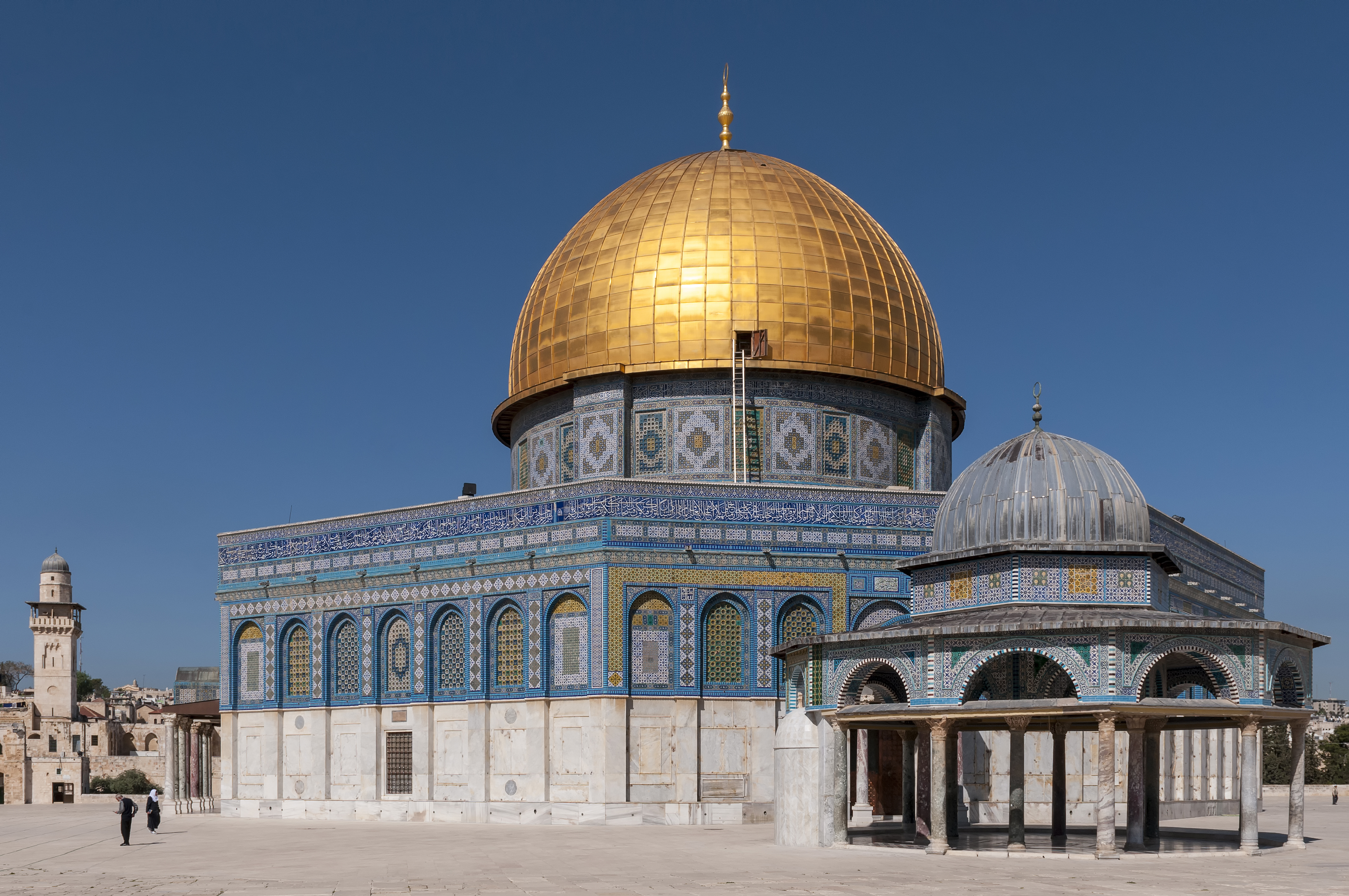
گنبد سلسله در کنار بنای قبةالصخره
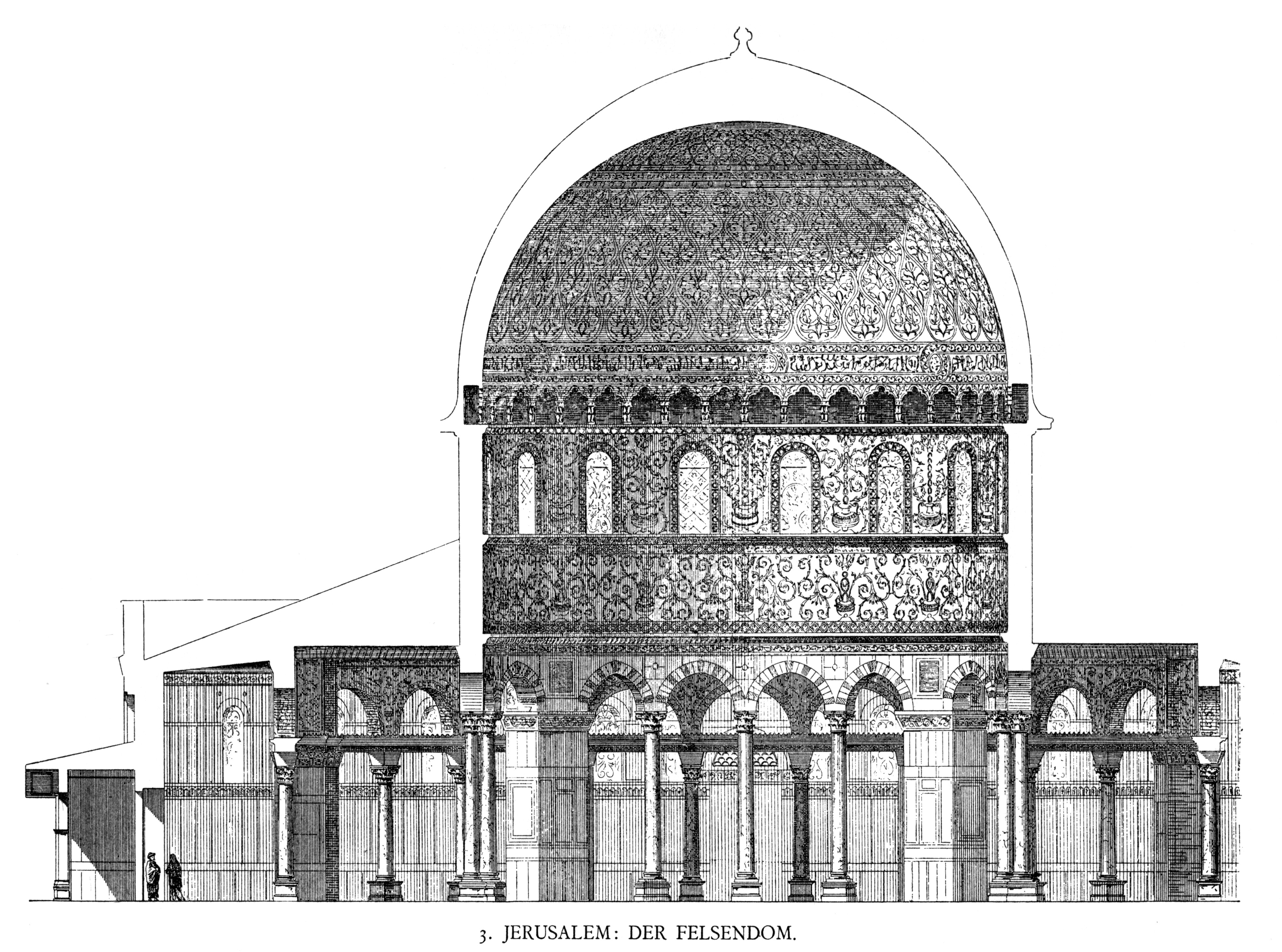
معماری قبه‌الصخره
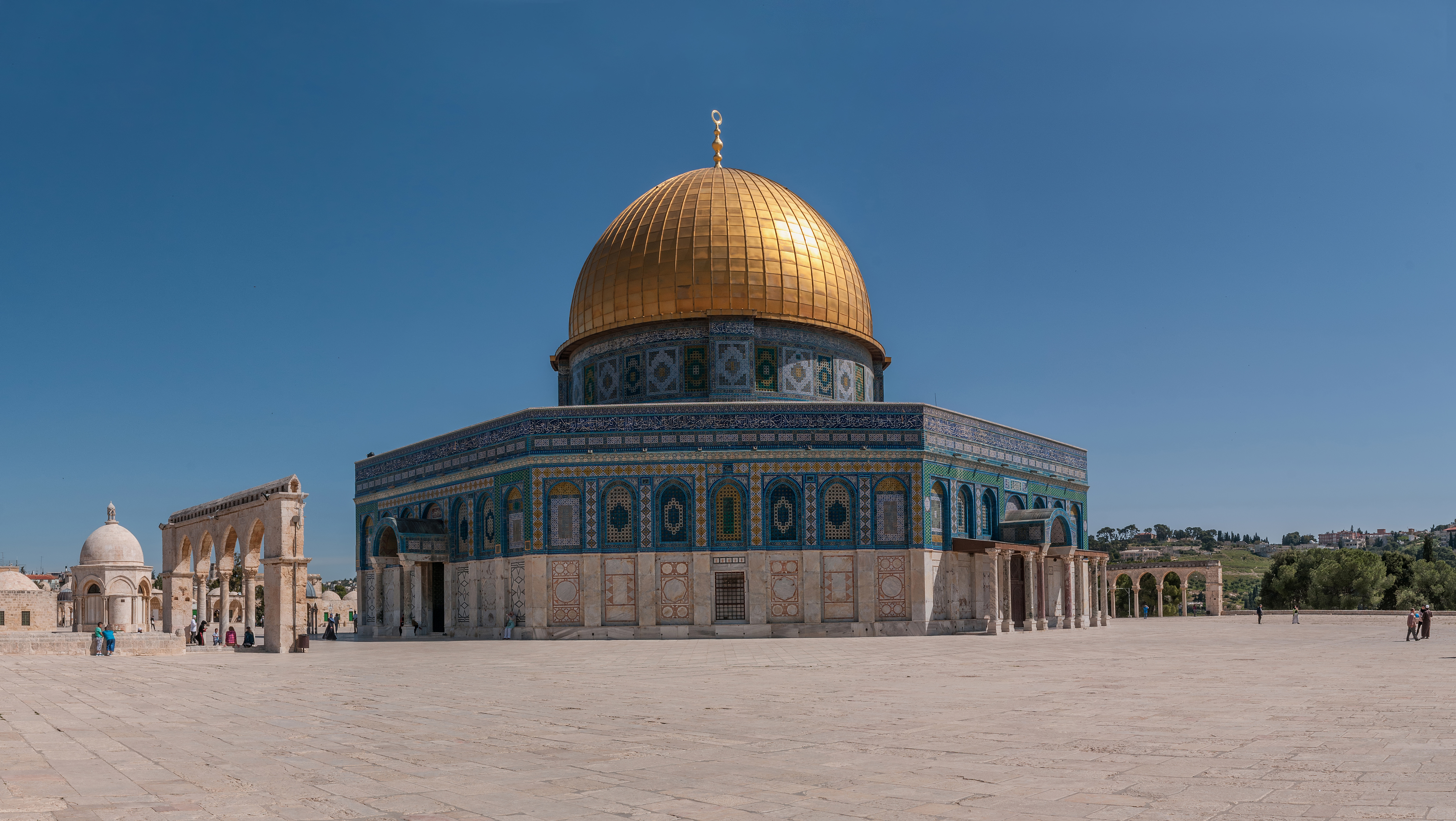
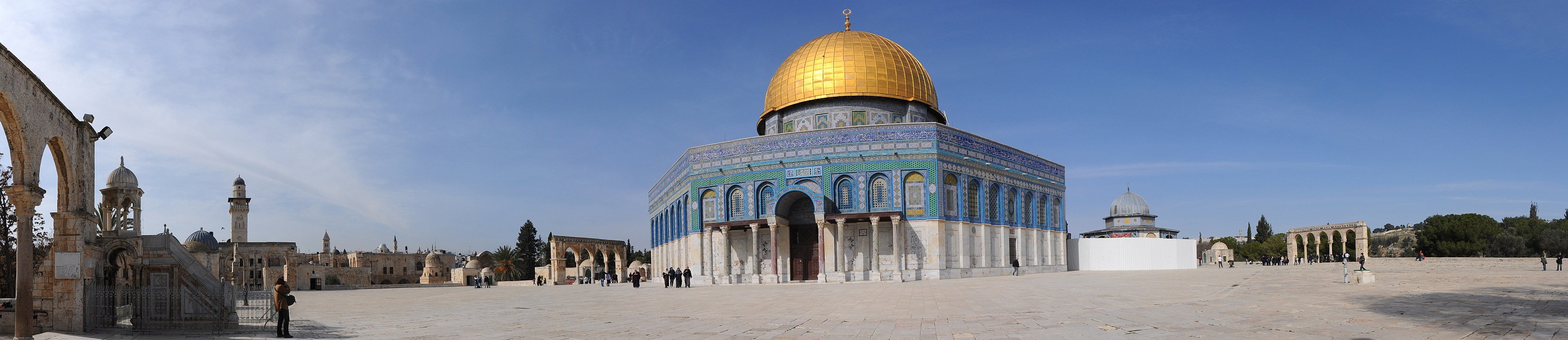